# Baraka
La baraca (de l'àrab: بركة, baraka, ‘benedicció’, ‘carisma’, ‘do’) és, en l'islam, una espècie de benedicció, de continuïtat de presència espiritual i revelació que comença amb Déu i flueix a través seu cap allò que li és proper.
La baraca pot trobar-se dins d'objectes físics, llocs i persones, com els elegits per Déu. Es troba relacionada, principalment amb una persona específica o per a certes coses en un lloc des del qual es pot transmetre a altres persones. Aquesta força s'inicia fluint directament de Déu sobre la creació que és digna de baraca. Aquestes creacions dotades de baraca poden transmetre el flux de baraca a altres creacions de Déu, bé a través de proximitat física, bé a través de l'adhesió a les pràctiques espirituals del profeta islàmic Mahoma. Déu és l'única font de baraca i té el poder de concedir i denegar la baraca.
Existeixen santuaris associats a la tomba d'algú considerat sant, ja que és posseïdor de baraca.

## Misticisme islàmic
La baraca és un concepte important en el misticisme islàmic, en particular el sufisme. Impregna els textos, creences, pràctiques i espiritualitat sufís. El sufisme posa l'accent en la importància del coneixement esotèric i la unió espiritual amb Déu a través del cor. La baraca simbolitza aquesta connexió entre la divinitat i la realitat mundana a través de la benedicció directa i intencional de Déu d'aquells que són més un reflex d'ell i els seus ensenyaments.
La baraca no és un estat, és un flux de benediccions i gràcia. Flueix de Déu cap a aquells que estan més prop de Déu, com els sants i profetes. Es creu que els que han rebut baraca tenen la capacitat de realitzar miracles (karamat), com llegir el pensament, sanar als malalts, volar o ressuscitar als morts. No obstant això, segons Abd-al-Karim ibn Hawazin al-Quxayrí, destacat místic sufí, la utilització d'aquests miracles i la possessió real d'aquestes habilitats no són indicatius de l'estatus d'un sant, encara que, l'acompliment d'aquests miracles pels profetes, és important per establir les seves credencials.

## Vies de transmissió de la baraca

### Transmissió a través de sants
Els sants, com a font de baraca, poden transmetre la baraca als homes corrents només a través de la seva presència. Tal com explica aquest hadit: «Mitjançant el just musulmà, Déu repel·leix les tribulacions de cent veïns.»
Es diu que la proximitat física amb el santuari d'un sant emet baraca, és per això que molts seguidors de l'islam decideixen visitar els santuaris. L'acte ritualista de visitar tombes i altres llocs sants, com els santuaris, per rebre baraca es coneix com a ziyara.

### Transmissió a través de lakhirqa
Els sufis transmeten coneixements esotèrics i baraca, del mestre xeic a l'aspirant, a través del pas de la khirqa. La khirqa és el mantell iniciàtic de la cadena sufí de l'espiritualitat. Aquest mantell inicia un aspirant a la sílsila, que és la cadena de xeics que es remunta a Mahoma. Aquesta cadena serveix com el canal pel qual la baraca flueix des de la font de la revelació espiritual cap a l'iniciat.
Aquesta transmissió (tanakkul) pot ser de dos tipus:
- Khirqa-yi irada: es caracteritza pel pas de la baraca a l'aspirant des del xeic singular al qual ha fet el jurament.
- Khirqa-yi tabarruk: es caracteritza pel pas de la baraca a l'aspirant digne de qualsevol xeic que hagi trobat.

La sílsila creada a partir del pas de la khirqa que confirma l'autenticitat de molts hadits es coneix com a isnad. No va ser fins a la fi del segle xi i el principi del XII que la tradició sufí va començar a acceptar-la com a mitjà per transmetre coneixement i benediccions místiques.

### Transmissió mitjançant la sunna
Seguint les pràctiques i els ensenyaments de Mahoma, es pot aconseguir la baraca mitjançant l'emulació de la sunna, ja que els que viuen la sunna interior dins del cor, són els que reflecteixen la llum de Mahoma (an-nur al-muhammadí) i la baraca de Mahoma, i això obre el canal pel qual pot fluir la baraca des de Déu.